# 安芸路ライナー
安芸路ライナー（あきじライナー）は、西日本旅客鉄道（JR西日本）が主に広駅 - 広島駅間を呉線・山陽本線経由で運行する快速列車である。
本記事では、呉線で運行される通勤ライナー（つうきんライナー）や、かつて呉線で運行された列車名のない快速列車についても述べる。

## 概要
呉線の快速列車は、電化が完成した直後の1970年10月1日ダイヤ改正から運転されていたが、シティ電車の導入で普通列車が増発され、1985年3月14日ダイヤ改正で一旦全廃された。（詳細は呉線#歴史を参照）
国鉄分割民営化後もしばらくの間、普通列車のみの運転であったが、1996年3月16日ダイヤ改正で快速列車が復活した。
当初は単に「快速」として案内されていたが、一般公募で決定された「安芸路ライナー」という愛称を1999年2月7日ダイヤ改正から使用開始した。ただし、広島支社発行の時刻表に愛称が掲載される程度であった。後に愛称から列車名に変更され、全国版の時刻表に記載されるようになった。2004年10月15日ダイヤ改正で日中の列車の停車駅が追加されたことに伴い、朝夕の列車は「通勤ライナー」となった。その後「通勤ライナー」から「安芸路ライナー」への変更が進み、2017年3月4日ダイヤ改正で「通勤ライナー」は朝の広島方面のみの運行となった。

## 運行概況
2024年4月時点での状況を示す。
「安芸路ライナー」は日中から夜間にかけておおむね30分間隔で運行され、平日は下り13本・上り24本、土休日は下り17本・上り23本設定されている。単純な列車本数の違いだけでなく、平日あるいは土休日のみ「安芸路ライナー」扱いとなり、それ以外は普通列車となるものもある。運行区間は広駅 - 広島駅間を基本とするが、三原駅 - 広島駅間および広駅 - 五日市駅・大野浦駅間の列車も各1本のみ存在する。また、一部列車は広駅または広島駅にて種別を変更し、糸崎駅・安浦駅・南岩国駅まで（から）普通列車として直通する。
「通勤ライナー」は、毎日朝に下り4本のみ設定されている。1本のみ糸崎駅始発である以外はいずれも広駅 - 広島駅間の列車であるが、一部を除いて広島以西に普通列車として直通しており、五日市駅・岩国駅・梅林駅行きが存在する。このうち岩国駅行きは、土休日に限り広島以西で「シティライナー」に列車名を変更して快速運転を行う。
行き違い列車を待ち合わせるため、運転停車を行う列車がある。また、快速運転区間において途中先行する普通列車を追い越さない（広駅行きの一部は呉駅で先行の普通列車を追い越す）。このため、広島駅 - 呉駅間の「安芸路ライナー」と普通列車の所要時間の差は10分程度である。「通勤ライナー」の所要時間は、「安芸路ライナー」よりも数分短い。

### 停車駅
呉駅 - 広島駅間以外は両列車とも各駅停車である。
安芸路ライナー
三原駅 -（この間各駅停車）- 呉駅 - 吉浦駅 - 坂駅 - 矢野駅 - 海田市駅 - 広島駅 -（この間各駅停車）- 大野浦駅
通勤ライナー
糸崎駅 -（この間各駅停車）- 呉駅 - 矢野駅 - 海田市駅 - 広島駅

#### 停車駅の変遷
広駅 - 広島駅間についてのみ記載。
| 停車駅の変遷（国鉄分割民営化後） |    |      |          |    |        |      |          |      |              |        |      |    |      |        |      |        |      |                                                                    |
| ●：停車、▲安芸路ライナーのみ停車、―：通過、／：未開業 |    |      |          |    |        |      |          |      |              |        |      |    |      |        |      |        |      |                                                                    |
| \| \| 広 \| 新広 \| 安芸阿賀 \| 呉 \| 川原石 \| 吉浦 \| かるが浜 \| 天応 \| 呉ポートピア \| 小屋浦 \| 水尻 \| 坂 \| 矢野 \| 海田市 \| 向洋 \| 天神川 \| 広島 \| 備考 \| \| 1996年3月16日 \| ● \| ／ \| ● \| ● \| ― \| ― \| ／ \| ― \| ― \| ― \| ／ \| ― \| ― \| ― \| ― \| ／ \| ● \| 運行開始。 \| \| 1999年2月7日 \| ● \| ／ \| ● \| ● \| ― \| ― \| ― \| ― \| ― \| ― \| ― \| ― \| ― \| ― \| ― \| ／ \| ● \| 新規開業のかるが浜駅・水尻駅は通過。 \| \| 2002年3月23日 \| ● \| ● \| ● \| ● \| ― \| ― \| ― \| ― \| ― \| ― \| ― \| ― \| ― \| ― \| ― \| ／ \| ● \| 新規開業の新広駅を停車駅に追加。 \| \| 2004年3月13日 \| ● \| ● \| ● \| ● \| ― \| ― \| ― \| ― \| ― \| ― \| ― \| ― \| ― \| ― \| ― \| ― \| ● \| 新規開業の天神川駅は通過。 \| \| 2004年10月16日 \| ● \| ● \| ● \| ● \| ― \| ― \| ― \| ― \| ― \| ― \| ― \| ▲ \| ▲ \| ― \| ― \| ▲ \| ● \| 安芸路ライナーの停車駅に坂駅・矢野駅・天神川駅を追加。 \| \| 2005年10月1日 \| ● \| ● \| ● \| ● \| ― \| ― \| ― \| ― \| ― \| ― \| ― \| ▲ \| ● \| ― \| ― \| ▲ \| ● \| 通勤ライナーの停車駅に矢野駅を追加。 \| \| 2012年3月17日 \| ● \| ● \| ● \| ● \| ― \| ▲ \| ― \| ― \| ― \| ― \| ― \| ▲ \| ● \| ▲ \| ― \| ― \| ● \| 安芸路ライナーの停車駅から天神川駅を除外、吉浦駅・海田市駅を追加。 \| \| 2025年3月15日 \| ● \| ● \| ● \| ● \| ― \| ▲ \| ― \| ― \| ― \| ― \| ― \| ▲ \| ● \| ● \| ― \| ― \| ● \| 通勤ライナーの停車駅に海田市駅を追加。 \| |    |      |          |    |        |      |          |      |              |        |      |    |      |        |      |        |      |                                                                    |
| | 広 | 新広 | 安芸阿賀 | 呉 | 川原石 | 吉浦 | かるが浜 | 天応 | 呉ポートピア | 小屋浦 | 水尻 | 坂 | 矢野 | 海田市 | 向洋 | 天神川 | 広島 | 備考                                                               |
| 1996年3月16日 | ●  | ／   | ●        | ●  | ―      | ―    | ／       | ―    | ―            | ―      | ／   | ―  | ―    | ―      | ―    | ／     | ●    | 運行開始。                                                         |
| 1999年2月7日 | ●  | ／   | ●        | ●  | ―      | ―    | ―        | ―    | ―            | ―      | ―    | ―  | ―    | ―      | ―    | ／     | ●    | 新規開業のかるが浜駅・水尻駅は通過。                               |
| 2002年3月23日 | ●  | ●    | ●        | ●  | ―      | ―    | ―        | ―    | ―            | ―      | ―    | ―  | ―    | ―      | ―    | ／     | ●    | 新規開業の新広駅を停車駅に追加。                                   |
| 2004年3月13日 | ●  | ●    | ●        | ●  | ―      | ―    | ―        | ―    | ―            | ―      | ―    | ―  | ―    | ―      | ―    | ―      | ●    | 新規開業の天神川駅は通過。                                         |
| 2004年10月16日 | ●  | ●    | ●        | ●  | ―      | ―    | ―        | ―    | ―            | ―      | ―    | ▲  | ▲    | ―      | ―    | ▲      | ●    | 安芸路ライナーの停車駅に坂駅・矢野駅・天神川駅を追加。             |
| 2005年10月1日 | ●  | ●    | ●        | ●  | ―      | ―    | ―        | ―    | ―            | ―      | ―    | ▲  | ●    | ―      | ―    | ▲      | ●    | 通勤ライナーの停車駅に矢野駅を追加。                               |
| 2012年3月17日 | ●  | ●    | ●        | ●  | ―      | ▲    | ―        | ―    | ―            | ―      | ―    | ▲  | ●    | ▲      | ―    | ―      | ●    | 安芸路ライナーの停車駅から天神川駅を除外、吉浦駅・海田市駅を追加。 |
| 2025年3月15日 | ●  | ●    | ●        | ●  | ―      | ▲    | ―        | ―    | ―            | ―      | ―    | ▲  | ●    | ●      | ―    | ―      | ●    | 通勤ライナーの停車駅に海田市駅を追加。                             |

### 使用車両・編成
227系電車の3両・5両・6両編成で運行されている。全車自由席。
かつては103系、113系、115系が使用されていた。

## 沿革
- 1970年（昭和45年）10月1日：ダイヤ改正により、広駅 - 広島駅間が快速となる列車運転開始。停車駅は、広駅・呉駅・海田市駅・広島駅[1]。
- 1972年（昭和47年）3月15日：ダイヤ改正により、糸崎駅 - 呉駅間が快速となる列車運転開始。停車駅は、糸崎駅・三原駅・忠海駅・竹原駅・安芸津駅・安浦駅・安芸川尻駅・仁方駅・広駅・呉駅[注 3]。また、広駅 - 広島駅間快速の列車は呉駅 - 広島駅間快速に変更[7]。
- 1978年（昭和53年）10月2日：ゴーサントオのダイヤ改正。快速の停車駅に安芸幸崎駅・安芸阿賀駅を追加[8]。
- 1980年（昭和55年）10月1日：ダイヤ改正により、快速の停車駅に向洋駅を追加。糸崎駅 - 呉駅間快速の列車は廃止[9]。
- 1984年（昭和59年）2月1日：ダイヤ改正により、快速列車が削減される[10]。
- 1985年（昭和60年）3月14日：ダイヤ改正により、呉駅 - 広島駅間の快速が全廃される[2]。
- 1996年（平成8年）3月16日：ダイヤ改正により、11年ぶりに快速が復活。呉駅 - 広島駅間ノンストップ。10時台から17時台（広島駅発着基準）の毎時1本運転[3]。
- 1999年（平成11年）2月7日：ダイヤ改正により、「安芸路ライナー」の愛称を使用開始。朝ラッシュ時下り4本、夕ラッシュ時上り3本を新設し、ラッシュ時にも運転を開始[4]。
- 2002年（平成14年）3月23日：ダイヤ改正により、103系4両編成のうちサハを抜いた3両編成3編成を使用したワンマン運転を開始[11]。同日開業した新広駅に新規停車[12]。
- 2003年（平成17年）10月1日：ダイヤ改正により、9時台と20時台に上り列車を計3本増発[13]。
- 2004年（平成16年）10月16日：ダイヤ改正により、日中の快速のみ天神川駅・矢野駅・坂駅に新規停車となり、毎時2本運転となる。また、一部列車の4両編成ツーマン運転が復活。なお、引き続き呉駅 - 広島駅間ノンストップ運転をする朝夕ラッシュ時の快速は、「通勤ライナー」に愛称を変更[14][15]。
- 2005年（平成17年）10月1日：ダイヤ改正により、通勤ライナーの停車駅に矢野駅を追加。
- 2010年（平成22年）3月13日：ダイヤ改正により、上下各2本が減便され一部時間帯が毎時1本運転となる[16][17]。
- 2012年（平成24年）3月17日：ダイヤ改正により、安芸路ライナーは海田市駅・吉浦駅に新規停車となり、天神川駅は通過駅に戻る。2年ぶりに完全毎時2本運転に戻る[18][19]。
- 2015年（平成27年）3月14日：ダイヤ改正により、227系による運転が開始され、103系による運転は終了となる[20]。
- 2016年（平成28年）3月26日：ダイヤ改正により、土休日の「通勤ライナー」を、午前中の下りを除いて「安芸路ライナー」に変更し、運行時間帯を夜まで拡大[21]。
- 2017年（平成29年）3月4日：ダイヤ改正により、平日夕方上りの「通勤ライナー」と一部の普通列車を「安芸路ライナー」に変更して増発し、運行時間帯を21時台まで拡大。平日・土休日ともに9時以降の快速列車は「安芸路ライナー」に統一[22]。
- 2018年（平成30年）
  - 7月6日：平成30年7月豪雨災害により呉線が全線不通となり、運休となる[23]。
  - 9月9日：広駅 - 坂駅間の復旧に伴い、本数を減らして運転再開。日中は10時以降上下とも60分間隔で、夕方は上りのみ30分-40分間隔で運転[24][25]。
- 2019年（平成31年）3月16日：ダイヤ改正を実施。平日と土休日のダイヤが統一され、正式に土休日も下り9時台・17時台・18時台（広駅基準）の運転が廃止され、上り21時台（広島駅基準）に増発[26][27]。
- 2020年（令和2年）3月14日：ダイヤ改正を実施。再度平日と土休日のダイヤが分離され、土休日は下り9時台・17時台・18時台（広駅基準）の運転が再開され、上り21時台（広島駅基準）は廃止。豪雨災害前の運行形態に戻る[28]。
- 2025年（令和7年）3月15日：ダイヤ改正により、通勤ライナーの停車駅に海田市駅を追加[29]。